# Siosta bifasciata
Siosta bifasciata là một loài bướm đêm trong họ Geometridae.